# Overwatch
Overwatch je týmová videohra vydaná společností Blizzard Entertainment. Celosvětově vyšla v květnu 2016 pro Microsoft Windows, PlayStation 4 a Xbox One, v roce 2019 i pro Nintendo Switch.

## Styl hraní
Overwatch je střílečka z pohledu první osoby. Obvykle proti sobě hrají dva týmy po šesti hráčích. Hra však nabízí více herních módů a v některých může být počet hráčů jiný. Momentálně je zde 32 hrdinů (postav), za které lze hrát.
Každá z postav spadá do jedné z těchto tří kategorií:
Damage (Útočníci)
Jedná se o postavy s velkou pohyblivostí a schopností rychle způsobit velké poškození nepřátelům. Jejich cílem je zabít či poškodit postavy z nepřátelského týmu. Nevýhodou je malý počet jejich životů. Výhodami jsou silné útoky a schopnosti.
Tank
Do této kategorie spadají postavy s velkým počtem životů. Jejich úkolem je blokovat útoky nepřátelského týmu a bránit tak slabší členy týmu. Na krátkou vzdálenost jsou tito hrdinové také schopni udělit velké poškození.
Support (Podpora)
Podpůrní hrdinové mají za úkol pomáhat ostatním členům týmu a posilovat je. Poskytují léčení, zvyšují poškození či spojence zrychlují.
Každá postava je unikátní a má své schopnosti. Všechny postavy mají svůj Basic Attack, což je jejich hlavní útok, který mohou neomezeně používat. Některé útoky potřebují náboje a po jejich vyčerpání je potřeba zbraň po určitou dobu přebíjet. Basic Attacky se používají Levým Tlačítkem Myši. Dále mají postavy Aktivní schopnosti. Každá postava jich má několik. Jsou na tlačítkách Pravé Tlačítko Myši, E a Levý Shift. Výjimečně na F a Ctrl. Schopnosti využívají tzv. Cooldown.

## Herní módy
3v3
V tomto módu se hraje 3 proti 3 hráčům a nejsou zde lékárničky. Hraje se do tří. Když s nějakou postavou vyhrajete, už za ni nemůžete hrát vy, ani nikdo další z vašeho týmu.
6v6
Hrají proti sobě dva týmy po šesti hráčích.
1v1
Hraje se 1 proti 1. Postavy jsou vybírány náhodně a nejsou zde lékárničky. Abyste vyhráli, musíte vyhrát pětkrát. Nově je zde na výběr ze tří náhodných postav.
Capture the Flag
Hraje se na pár vybraných mapách. Cílem je třikrát přinést nepřátelskou vlajku na svou základu. Zároveň je potřeba bránit vlajku svého týmu.
No limits
V tomto herním módu si může jednu postavu vybrat více hráčů.
Mystery heroes
Hrdinové jsou vybíráni náhodně. Po smrti postavy je hráči přidělena postava nová. Stejný hrdina zůstává pouze, pokud se hráč zabije sám.

## Postavy
V současné době je ve hře Overwatch 32 postav.
- Ana: Střelecká podpůrná postava soustředící se na léčení spojenců z velké dálky. Je považována za obtížnou postavu kvůli míření.
- Ashe: Poškozující postava pro boj z dálky, ale i na krátkou vzdálenost. K dispozici má dynamity, které dokáží způsobit velké poškození protihráčům. Ultimátní schopností je B.O.B, omnic, který na pár sekund zastává „dalšího spoluhráče“, který sám útočí střelnou zbraní po protihráčích v jeho dosahu. Je považována za středně obtížnou postavu.
- Baptiste: Je podpůrná postava, která přepíná mezi burst Biotic Launchru nebo heal granáty.
- Bastion: Poškozující postava fungující především jako nepohyblivý zato silný obránce důležitých bodů na mapě. Je považován za jednoduchou postavu.
- Brigitte: Podpůrná univerzální postava soustředící se jak na léčení spojenců a ''tankování'' poškození, tak na zvyšování rychlosti a DPS teamu. Je považována za jednoduchou postavu.
- D.Va: Tanková postava soustředící se na mix poškození s obranou. Dokáže zastavit projektily. Svou ultimátní schopností způsobuje velké poškození v důležitém bodě na mapě. Je považována za jednoduchou postavu
- Doomfist: Poškozující postava zaměřující se na rychlý pohyb a přesnost. Spíše těžká postava.
- Echo: Poškozující postava.
- Genji: Poškozující postava, která se soustředí na zabíjení osamocených jednotek. Je skvělá v soubojích 1v1 a je schopná odrazit i ten nejsilnější projektil. Genji je považován za obtížnou postavu.
- Hanzo: Bratr Genjiho, poškozující postava, považována za obtížnou postavu. Ultimátní schopností jsou dva draci, schopní způsobit velké poškození protihráčům, kteří se ocitnou v jeho dosahu.
- Junkrat: Společník Roadhoga, poškozující postava, považuje se za středně obtížnou postavu. Jeho zbraní je granátomet. Dále využívá miny či pasti. Ultimátní schopností je RIP-Tire motorové kolo, které při správném nasměrování dokáže výbuchem zneškodnit protihráče v jeho dosahu.
- Lúcio: Podpůrná postava. Je schopný vyskočit proti zdi a jezdit po ní. Jeho zbraní jsou sonické projektily. Dokáže protihráče odhodit výbuchem zvuku. Lucio neustále energizuje, kolem něj se vytváří kruh . V jeho dosahu se spoluhráči buďto zrychlují nebo léčí, dle jeho výběru. Ultimátní schopností je výbuch zvukové vlny, která na určitou chvíli poskytne „osobní štíty“ všem spoluhráčům.
- Cassidy (dříve McCree): Poškozující postava. Jeho zbraní je revolver. Dokáže najednou vystřílet celý zásobník. V případě, že udělá kotoul, zásobník se mu dobije. K dispozici má granát, který krátce po jeho použití vybouchne a oslepí protihráče. Jeho ultimátní schopností je zamířit na všechny protihráče v dohledu a zneškodnit je jednou ranou. Čím více je protihráč poškozený, tím větší šance zničení na jednu ránu. Při správném místě dokáže být takto ultimátní schopnost velice účinná.
- Mei: Poškozující postava, která dokáže na pár sekund zmrazit protihráče (platí i pro ultimátní schopnost).
- Mercy: Podpůrná postava, která dokáže oživovat spoluhráče, stejně tak je i léčit, nebo zesilovat jejich schopnosti. Ultimátní schopností dokáže z vysoké výšky léčit/posilovat schopnosti naráz více spoluhráčům v týmu, pokud se drží při sobě.
- Moira: Podpůrná postava, která neustále přepíná mezi schopnostmi, které by měly poškodit nepřátele/vyléčit spojence. Ultimátní schopností dokáže zároveň léčit a zároveň poškozovat nepřátele. Je považována za středně obtížnou postavu.
- Orisa: Obrana. K dispozici je štít. Dokáže na pár sekund snížit poškození, když na ní zrovna někdo útočí a není krytá. K dispozici je i „magnet“ který bleskově přitáhne protihráče v jeho dosahu (nebo, při správném vypočítání při okrajích protihráče dokáže stáhnout například do vody, či ze srázu). Ultimátní schopností je panel, který na určitou dobu dobíjí a násobí schopnosti spoluhráčů v jeho dosahu.
- Pharah: Dcera Any. Poškozující postava určená pro boj ze vzduchu. Střílením raket dokáže způsobit silné poškození protihráčům. Ultimátní schopností je „raketový déšť“. Spíše těžká postava, je třeba si správně vypočítat udržení ve vzduchu. Na zemi je Pharah zranitelná.
- Reaper: Poškozující postava. Dokáže se na určitou chvíli proměnit ve stín, který neutrží žádné poškození, ale není schopný při jeho užití útočit na protihráče. K dispozici je teleport na určité vzdálenosti. Ultimátní schopností je „death Blossom“, při kterém dochází ve vyprazdňování obou jeho zbraní. Čímž dokáže velmi poškodit protější tým.
- Reinhardt: Tanková postava.
- Roadhog: Tanková postava
- Sigma: Tanková postava. Vypouští dva gravitační náboje schopné se odrážet od zdí a způsobit velké poškození protihráčům v jeho dosahu. K dispozici je silný štít, který může umístit kamkoliv dle vlastního výběru a snadno ho kdykoliv zrušit. Také dokáže jednou ze svých schopností zamrazit projektily a proměnit je na štít. Také dokáže odhodit obří kámen a na chvíli ochromit protihřáče. Ultimátní schopností je vyletět do vzduchu a v cílené oblastí „lapit“ protihráče, vyzvednout je do vzduchu, tam na ně volně útočit a pak je gravitací srazit k zemi. Pokud je protihráč dostatečně poškozený, dá se snadno zneškodnit.
- Soldier: 76: Poškozující postava. Voják, který má možnost zrychleného pohybu po mapě. K dispozici jsou „raketky“ které při správném namíření dokáží vysoce poškodit protihráče. Také je možnost vyléčit sebe sám sebe osobní bombičkou (léčí jakéhokoli spoluhráče, který se ocitne v jejím dosahu. Ultimátní schopností je schopnost zcela automatického míření a střílení na protihráče.
- Sombra: Poškozující postava, schopná naprostého zneviditelnění, teleportace a hackování protihráčů. Ultimátní schopností je EMP, hromadí v sobě energii, která v celkem širokém radiusu při jejím spuštění dokáže zablokovat protihráčům vše, kromě hlavní zbraně.
- Symmetra: Poškozující postava. K dispozici má tři „sentry turret“, které zpomalí protihráče a působí rychlé poškození v jejich dosahu. Dokáže vytvořit portál k teleportování se na určitou vzdálenost. Ten nyní musí sama zničit (nebo její protihráči) aby ho mohla přemístit. Ultimátní schopností je bariéra, která při správném umístění dokáže oddělit soupeřící týmy a na chvíli zvýhodnit její spoluhráče. Bariéra pohlcuje projektily, dynamity a podobně (ne orby Moiry).
- Torbjörn: Poškozující postava. K dispozici je jedna turretka, která při správném umístění na mapě dokáže velice poškodit protihráče - v mnoha případech spíše během pár vteřin naprosto zneškodnit. Torbjörn střílí hřebíky, nebo kladivem opravuje turretku. Ultimátní schopností je vylití rozžhaveného železa, které protihráče zapálí.
- Tracer: Poškozující postava, dokáže se velice rychle pohybovat a přemisťovat, ale i teleportovat se zpět tam, kde se vyskytovala pár sekund předtím. Ultimátní schopností je bomba, která přilne k povrchu, a to včetně protihráčů a po krátké době vybuchne. Při výbuchu dokáže způsobit velké poškození všem v jejím dosahu.
- Widowmaker: Poškozující postava. Odstřelovač, spíše pro boj z dálky. Ultimátní schopností je zviditelnění všech z protějšího týmu i skrze zdi/domy pro všechny spoluhráče v týmu. Je považována za těžkou postavu, kvůli míření.
- Winston: Tanková postava. Winston má možnost položit štít ve tvaru bubliny. To se velice hodí s jeho druhou schopností, což je „skok“. Winston může skočit docela daleko. Tato schopnost se často používá ke skočení do nepřátel a trochu je rozhodit. Jeho ultimátní schopnost spočívá v tom, že se Winston naštve. Má mnohem víc životů, menší doba čekání na použití skoku a dokáže mlátit rukama, což dává velké odhození.
- Wrecking Ball: přezdívaný Hammond. Obrana. Velice pohyblivý tank. Wrecking ball má možnost ze svého těla udělá kouli, ve které ho nemohou jeho nepřátelé střelit do hlavy, má větší rychlost než v normální fázi, ale nevýhoda je, že Wecking ball ve fázi „koule“ nemůže střílet. Dokáže vystřelit hák, který ho dokáže zrychlit. To odhazuje a dává poškození nepřátelům. Může vytvořit „štít“, který se zvětšuje s každým nepřítelem v jeho blízkosti. Jako ultimátní schopnost může vytvořit minové pole.
- Zarya
- Zenyatta